# Гамбија на Светском првенству у атлетици на отвореном 2017.
Гамбија је учествовала на Светском првенству у атлетици на отвореном 2017. одржаном у Лондону од 4. до 13. августа, шеснаести пут, односно учествовала је на свим првенствима одржаним до данас. Репрезентацију Гамбије представљала су 2 такмичара (1 мушкарац и 1 жена) који су се такмичили у трци на 200 метара,
На овом првенству Гамбија није освојила ниједну медаљу, нити је постигнут неки рекорд.

## Учесници
| Мушкарци: - Adama Jammeh — 200 м | Жене: - Ђина Бас — 200 м |  |

## Резултати

### Мушкарци
| Атлетичар    | Дисциплина | Лични рекорд | Квалификације | Квалификације | Полуфинале           | Полуфинале           | Финале               | Финале       | Детаљи |
| Атлетичар    | Дисциплина | Лични рекорд | Резултат      | Место         | Резултат             | Место                | Резултат             | Место        | Детаљи |
| ------------ | ---------- | ------------ | ------------- | ------------- | -------------------- | -------------------- | -------------------- | ------------ | ------ |
| Adama Jammeh | 200 м      | 20,45 НР     | 20,79         | 5. у гр. 6    | Није се квалификовао | Није се квалификовао | Није се квалификовао | 35 / 46 (50) |        |

### Жене
| Атлетичарка | Дисциплина | Лични рекорд | Квалификације | Квалификације | Полуфинале            | Полуфинале            | Финале                | Финале       | Детаљи |
| Атлетичарка | Дисциплина | Лични рекорд | Резултат      | Место         | Резултат              | Место                 | Резултат              | Место        | Детаљи |
| ----------- | ---------- | ------------ | ------------- | ------------- | --------------------- | --------------------- | --------------------- | ------------ | ------ |
| Ђина Бас    | 200 м      | 22,92 НР     | 23,56         | 6. у гр. 7    | Није се квалификовала | Није се квалификовала | Није се квалификовала | 31 / 46 (49) |        |